# Nifedypina
Nifedypina (INN: nifedipine) – organiczny związek chemiczny, lek blokujący kanały wapniowe I generacji, pochodna 1,4-dihydropirydyny.

## Mechanizm działania
Zmniejsza wnikanie jonów wapniowych do komórek mięśni gładkich naczyń wieńcowych, obwodowych i skórnych oraz mięśnia sercowego, powodując rozszerzenie naczyń obwodowych, zmniejszenie oporu obwodowego i ciśnienia krwi z odruchowym zwiększeniem częstości akcji serca (z tego powodu często kojarzona z  betablokerami).

Rozszerza tętnice i tętniczki wieńcowe w obszarach niedokrwionych i nieuszkodzonych mięśnia sercowego, znosi stany skurczowe tętnic, zmniejsza zużycie tlenu przez redukcję obciążenia następczego.

Zmniejsza agregację płytek krwi.

Wpływa na mniejszą częstość powstawania nowych blaszek miażdżycowych (nie działa na już istniejące).

W podaniu podjęzykowym może służyć do szybkiego obniżenia ciśnienia krwi. Cechuje się krótkim czasem działania, wymagając rozdzielenia dawki dobowej w kilku porcjach. Z powodu zsyntetyzowania nowszych antagonistów kanału wapniowego stopniowo wychodzi z użycia.

## Wskazania
- angina Prinzmetala
- przewlekła stabilna choroba wieńcowa bez towarzyszącego skurczu
- nadciśnienie tętnicze pierwotne i wtórne
- kardiomiopatia przerostowa
- choroba Raynauda
- migrena
- zaburzenia krążenia mózgowego na tle skurczów naczyniowych
- stany naczynioskurczowe w okulistyce i laryngologii
- achalazja przełyku
- zapobieganie przedwczesnemu porodowi
- dysfunkcja zwieracza Oddiego[1]

## Przeciwwskazania
- nadwrażliwość na lek
- wstrząs
- ciśnienie skurczowe <100 mm Hg
- zwężenie aorty
- choroba węzła zatokowego
- blok przedsionkowo-komorowy

Ostrożnie
- ciężka niewydolność serca
- nadciśnienie złośliwe
- ciężka niewydolność nerek
- chorzy dializowani

## Działania niepożądane
- bóle dławicowe
- tachykardia
- nadmierny spadek ciśnienia tętniczego
- bóle i zawroty głowy
- zaczerwienienie twarzy i skóry z uczuciem gorąca
- obrzęki kończyn dolnych

## Rzadko występujące działania niepożądane
- zmiany skórne
  - świąd
  - pokrzywka
  - osutka
  - złuszczające zapalenie skóry
- bóle i drżenia mięśniowe
- nudności
- bóle w obrębie jamy brzusznej
- zaburzenia przepływu mózgowego
- parestezje
- odczyny alergiczne
- upośledzenie czynności wątroby
  - cholestaza wewnątrzwątrobowa
  - zwiększenie aktywności aminotransferaz
  - zwiększenie aktywności fosfatazy alkalicznej
  - alergiczne zapalenie wątroby
- zmniejszona tolerancja glukozy
- przerost dziąseł
- ginekomastia
- zmiany w obrazie krwi:
  - niedokrwistość
  - małopłytkowość
  - leukopenia
- plamica małopłytkowa
- zaburzenia widzenia
- zwiększenie ryzyka wystąpienia zaćmy
- zaburzenia smaku
- duszność